# Jocelyn Willoughby
Jocelyn Willoughby, né le 25 mars 1998 à Newark, New Jersey, est une joueuse professionnelle américaine de basket-ball évoluant aux postes d'ailier et arrière.

## Carrière junior
Jocelyn Willoughby joue d'abord pour la Newark Academy à Livingston dans le New Jersey. En 2016, elle est élue Gatorade New Jersey Girl’s Basketball Player of the Year et nommée dans la MaxPreps All-America Fourth Team. Elle est également nommée deux fois dans la First Team All-State et dans la First Team All-County. Lors de sa dernière saison, elle réalise des moyennes par match de 21,9 points, 12,9 rebonds, 3,9 contres, 3,8 passes décisives et 3,1 interceptions. Elle devient la première joueuse de la Newark Academy à atteindre les 1 000 points en carrière.
En 2016, elle rejoint l'université de Virginie et joue pour les Cavaliers de la Virginie qui évolue dans l'Atlantic Coast Conference (ACC). Durant sa première saison universitaire, elle dispute 33 matchs pour des moyennes par match de 9,8 points et 6,2 rebonds (meilleure moyenne de l'équipe). À l'issue de la saison, elle est élue dans la All-ACC Freshmen Team et dans la All-ACC Academic Team. Elle termine également à la deuxième place des meilleures marqueuses et meilleures rebondeuses rookie de la saison.
Lors de la saison 2017-2018, elle dispute de nouveau 33 matchs, tous en tant que titulaire, pour des moyennes par matchs de 9,6 points et 5,4 rebonds. Elle est de nouveau nommée dans la All-ACC Academic Team.
Durant la saison 2018-2019, elle reçoit le CoSIDA Academic All-District III, devant la première joueuse des Cavaliers à recevoir cette récompense depuis Jenny Boucek en 1996. Elle est également nommée Virginia Athletics Department’s Female Scholar-Athlete of the Year durant les Hoos Choice awards, dans la All-ACC Academic Team pour la troisième fois et dans la VaSID All-State Second Team et dans la VaSID All-State Academic Team. Durant cette saison, elle réalise des moyennes par match de 14,8 points et 8,3 rebonds, devant la 35e joueuse de l'histoire à dépasser les 1 000 points en carrière universitaire.
Durant la saison 2019-2020, elle réalise des moyennes par match de 19,2 points et 7,7 rebonds en 30 matchs disputés. À l'issue de la saison, elle est nommée dans la CoSIDA Academic All-America Division I Women’s Basketball Third Team. Elle est nommée dans la All-ACC First Team, première joueuse des Cavaliers depuis Ataira Franklin en 2013 et elle est nommée pour la 4e fois dans la All-ACC Academic Team. Elle est également pré-sélectionnée dans la liste des candidates pour être élue NCAA Woman of the Year, mais n'est pas élue.

## Carrière professionnelle
Jocelyn Willoughby est sélectionnée en 10e position lors de la draft WNBA 2020 par les Mercury de Phoenix mais immédiatement échangée avec le Liberty de New York contre Shatori Walker-Kimbrough.

### En WNBA

#### Liberty de New York (depuis 2020)
Jocelyn Willoughby dispute son premier match en Women's National Basketball Association (WNBA) le 26 juillet 2020 face au Storm de Seattle en inscrivant 9 points et prenant 4 rebonds en 24 minutes de jeu. Elle réalise son premier record en carrière le 1er août 2020 face au Dream d'Atlanta en inscrivant 14 points, record qu'elle égale le 26 août 2020 face au Sky de Chicago, avant de le battre le 9 septembre 2020 face aux Sparks de Los Angeles avec 21 points. Elle termine sa saison rookie avec des moyennes par match de 5,8 points et 2,4 rebonds en 22 matchs disputés.
Au début du mois de mai 2021, elle se blesse gravement et souffre d'une déchirure du tendon d'Achille. Elle manque l'intégralité de la saison WNBA 2021.
Elle fait son retour avec le Liberty le 8 mai 2022, lors de la saison WNBA 2022, face au Sun du Connecticut en inscrivant 13 points et prenant 5 rebonds en 29 minutes de jeu. Elle termine la saison régulière avec des moyennes par matchs de 2,6 points et 1,6 rebond en 11 matchs disputés. Elle dispute les deux matchs perdus durant les playoffs WNBA 2022 face au Sky de Chicago, n'inscrivant que 6 points et prenant 1 rebond en 15 minutes de jeu,.
Lors de la saison WNBA 2023, elle dispute 29 matchs de saison régulière avec des moyennes par match de 1,2 point et 0,8 rebond en 6,6 minutes de jeu. Elle réalise sa meilleure performance de la saison le 3 septembre 2023 avec 10 points et 4 rebonds face au Sky de Chicago. Malgré la qualification du Liberty pour les playoffs WNBA 2023 jusqu'à la finale perdue, elle ne prend part à aucun match.

### Hors WNBA
Durant la saison 2020-2021, elle joue en Israël avec l'équipe de l'Hapoel Petah Tikva.
Le 1er juillet 2022, elle s'engage en Australie avec les Sydney Flames pour la saison 2022-2023. Elle dispute 20 matchs de saison régulière pour des moyennes par match de 15,1 points, 4,2 rebonds et 3,1 passes décisives.
Le 13 juillet 2023, elle revient en Australie en s'engageant avec l'équipe d'Adelaïde Lightning pour la saison 2023-2024. Elle dispute son premier match de la saison lors de la 1re journée de la saison le 1er novembre 2023 face aux Melbourne Boomers en disputant 24 minutes pour 14 points et 2 rebonds.

### En équipe nationale
Durant l'été 2017, Jocelyn Willoughby participe aux sélections avec l'équipe des États-Unis féminine de basket-ball des moins de 19 ans au Centre d’entraînement olympique de Colorado Springs, au Colorado.

## Palmarès et distinctions

### Distinctions personnelles
- Gatorade New Jersey Girl’s Basketball Player of the Year (2016)
- MaxPreps All-America Fourth Team (2016)
- All-ACC Freshmen Team (2017)
- 4x All-ACC Academic Team (2017, 2018, 2019)
- CoSIDA Academic All-District III (2019)
- Virginia Athletics Department’s Female Scholar-Athlete of the Year (2019)
- VaSID All-State Second Team (2019)
- VaSID All-State Academic Team (2019)
- CoSIDA Academic All-America Division I women’s basketball third team (2020)
- All-ACC First Team (2020)